# Exodus (Schiff)

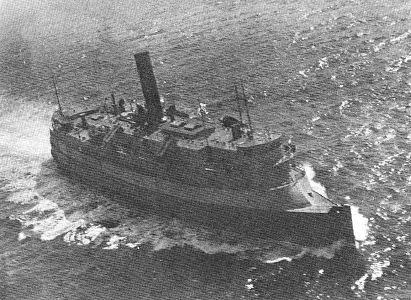
Die President Warfield auf dem Weg von den USA nach Europa, Februar 1947

Die Exodus 1947 war ein Flüchtlingsschiff, mit dem im Jahr 1947 etwa 5000 europäische Juden von Frankreich nach Palästina gelangten. Ursprünglich wurde das Schiff im Jahr 1928 unter dem Namen President Warfield als Vergnügungsdampfer an der Ostküste der Vereinigten Staaten in Dienst gestellt. Im Zweiten Weltkrieg wurde es zunächst von den Briten, dann von US-Streitkräften als Truppentransporter eingesetzt. Weltweit berühmt wurde das Schiff als jüdisches Flüchtlingsschiff Exodus 1947 (mit vollem Namen eigentlich Exodus from Europe 1947, jedoch häufig nur kurz Exodus genannt).

## Vergnügungsschiff
Die President Warfield wurde 1927 von der Pusey & Jones Corporation, Wilmington, Delaware, für den Paketdienst Baltimore Steam Packet Co. gebaut und fuhr von 1928 bis 1940 als Vergnügungsdampfer an der Ostküste der USA, vorwiegend in der Chesapeake Bay. Benannt war sie nach dem Präsidenten der Eisenbahngesellschaft Seaboard-Air-Line-Railroad und der Continental Trust Company in Baltimore, Solomon Davies Warfield. Warfield war ein Onkel von Bessie Wallis Warfield, der Ehefrau von Eduard VIII. Das Schiff war für 400 Passagiere ausgelegt und verfügte über 200 Kabinen. Die Tanzsäle und Bars waren luxuriös ausgestattet.

## Kriegseinsatz
1942 wurde sie für den Kriegsdienst requiriert und in St. John’s, Neufundland, für den Einsatz bei der britischen Marine zum Truppentransporter mit vier Decks umgebaut. Am 21. September 1942 verließ die President Warfield Neufundland in einem Konvoi, der auf dem Atlantik am 25. September von einem deutschen U-Boot angegriffen wurde. Die President Warfield blieb dabei unbeschädigt. Auch im weiteren Kriegsverlauf hatten Konvois der President Warfield mehrere Feindkontakte, die das Schiff allesamt unbeschadet überstand. Am 21. Mai 1944 ging das Schiff an die US-Navy über und wurde als USS President Warfield (IX-169) eingesetzt. Als solches wurde das Schiff auch bei der alliierten Landung in der Normandie eingesetzt. Durch den Kriegseinsatz stark verschlissen, wurde das Schiff am 14. November 1945 ausgemustert und auf einem Schiffsfriedhof in Baltimore verankert.

## Exodus 1947

### Vorgeschichte
Viele Holocaust-Überlebende wünschten, in das britisch kontrollierte Mandatsgebiet Palästina auszuwandern; insbesondere jüdische Displaced Persons (DPs) in Deutschland. Zu den Ausreisewilligen gehörten auch spätere Passagiere der Exodus. Die Einwanderung nach Palästina wurde von der britischen Militäradministration abgelehnt. Aufgegriffene wurden in DP-Lagern, zunächst in Palästina und ab August 1946 im Rahmen der Operation Igloo in Britisch-Zypern, interniert.
Die britische Marine errichtete ab November 1945 eine Seeblockade vor der Küste Palästinas, die eine erfolgreiche Ankunft der Flüchtlingsschiffe fast unmöglich machte. Den Aufgegriffenen drohte weitere Lagerhaft. Dennoch wurde vom Mossad le Alija Bet der Flüchtlingsstrom weiter aufrechterhalten. Verhaftungen wurden dabei bewusst in Kauf genommen – einerseits, um durch eine hohe Zahl internierter Juden britische Kräfte zu binden, andererseits, um die Aufmerksamkeit der Weltöffentlichkeit auf das andauernde Leid zu ziehen.

### Ankauf und Vorbereitung
Der Mossad le Alija Bet wurde auf die President Warfield aufmerksam, die bereits seit annähernd einem Jahr auf dem Schiffsfriedhof vor Anker lag. Ein besonderer Vorteil des Flussschiffs war der geringe Tiefgang von nur 2,4 Metern, der es ermöglichen würde, näher an die Küste heranzufahren als jedes Kriegsschiff der Briten, und sich so einem möglichen Zugriff zu entziehen. Am 9. November 1946 wurde das Schiff für 60.000 USD von der Potomac Shipwrecking Co., Washington D.C., gekauft, die als Agent für die Hagana auftrat. Ab Januar 1947 wurden Umbaumaßnahmen eingeleitet, um eine möglichst große Anzahl Flüchtlinge aufnehmen zu können. Am 18. Februar 1947 wurde die President Warfield unter der Flagge von Honduras registriert. Am 24. Februar verließ das Schiff Baltimore mit Ziel Europa, doch tags darauf havarierte das Schiff in einem schweren Sturm und musste in den Hafen Norfolk (Virginia), geschleppt werden. Dadurch wurde zuerst die lokale Presse und infolgedessen auch der britische Geheimdienst auf das Schiff aufmerksam und erkannte dessen beabsichtigten Verwendungszweck. Auf diplomatischer Schiene übte die britische Regierung Druck auf Honduras aus, um die Registrierung der President Warfield zurückzunehmen. Doch bereits bevor die Regierung von Honduras dem Druck nachgeben konnte, waren die Beschädigungen an der President Warfield repariert und verlorene Ausrüstung ersetzt, und das Schiff befand sich auf der Weiterfahrt nach Europa. Ab dem Zwischenstopp in Norfolk wurde das Schiff permanent vom britischen Geheimdienst überwacht. Als weiterer Beobachter befand sich der methodistische Pastor und Reporter John Grauel des pro-zionistischen American Christian Palestine Committee an Bord der President Warfield.
Am 22. März wurde in Paulsboro, New Jersey, Brennstoff gebunkert, und Kapitän Ike Aronowicz übernahm die Schiffsführung. Dann setzte das Schiff die Überfahrt über Philadelphia (29. März), Ponta Delgada (5. April) und Gibraltar nach Marseille fort, wo es am 10. April ohne weitere Zwischenfälle ankam. Der britische Geheimdienst zeigte dort demonstrative Präsenz, so dass befürchtet wurde, die President Warfield könnte am Auslaufen gehindert werden. Deswegen wurde das Schiff zunächst nach Port-de-Bouc verlegt und kurz darauf für die restlichen Umbaumaßnahmen nach Porto Venere. Für eine möglichst große Passagierzahl wurden die Unterkünfte sehr eng gebaut. Die Kojen für die Passagiere maßen nur 45 cm in der Breite und 60 cm in der Höhe. Auf diese Weise konnte das ursprünglich für 400 Passagiere ausgelegte Schiff in der siebenwöchigen Liegezeit für 5000 Flüchtlinge vorbereitet werden. Während dieser Zeit wurde Jossi Harel von Schaul Avigur als Kommandant angeworben und kam an Bord der President Warfield.
Auch in Italien wurde das Schiff vom britischen Geheimdienst überwacht. Zusätzlich patrouillierte ein italienisches Kanonenboot vor dem Hafen und setzte damit die President Warfield fest. Am 11. Juni 1947 konnte Aronowicz die President Warfield in einem unbeobachteten Moment aus dem Hafen steuern und in Richtung Frankreich entkommen. Das italienische Kanonenboot verfolgte die President Warfield, solange sie sich in italienischen Hoheitsgewässern befand, verhielt sich aber ansonsten neutral. In Port-de-Bouc wurde die President Warfield am 14. Juni von den Hafenbehörden auf ihre Seetauglichkeit kontrolliert. Die Überprüfung ergab keine Beanstandungen und sie erhielt das erforderliche Zertifikat ausgestellt.
Am 9. Juli lief die President Warfield im Hafen von Sète ein, wo sie die kurzfristig und möglichst unbemerkt dorthin gebrachten Flüchtlinge aufnahm.

### Die Fahrt nach Palästina

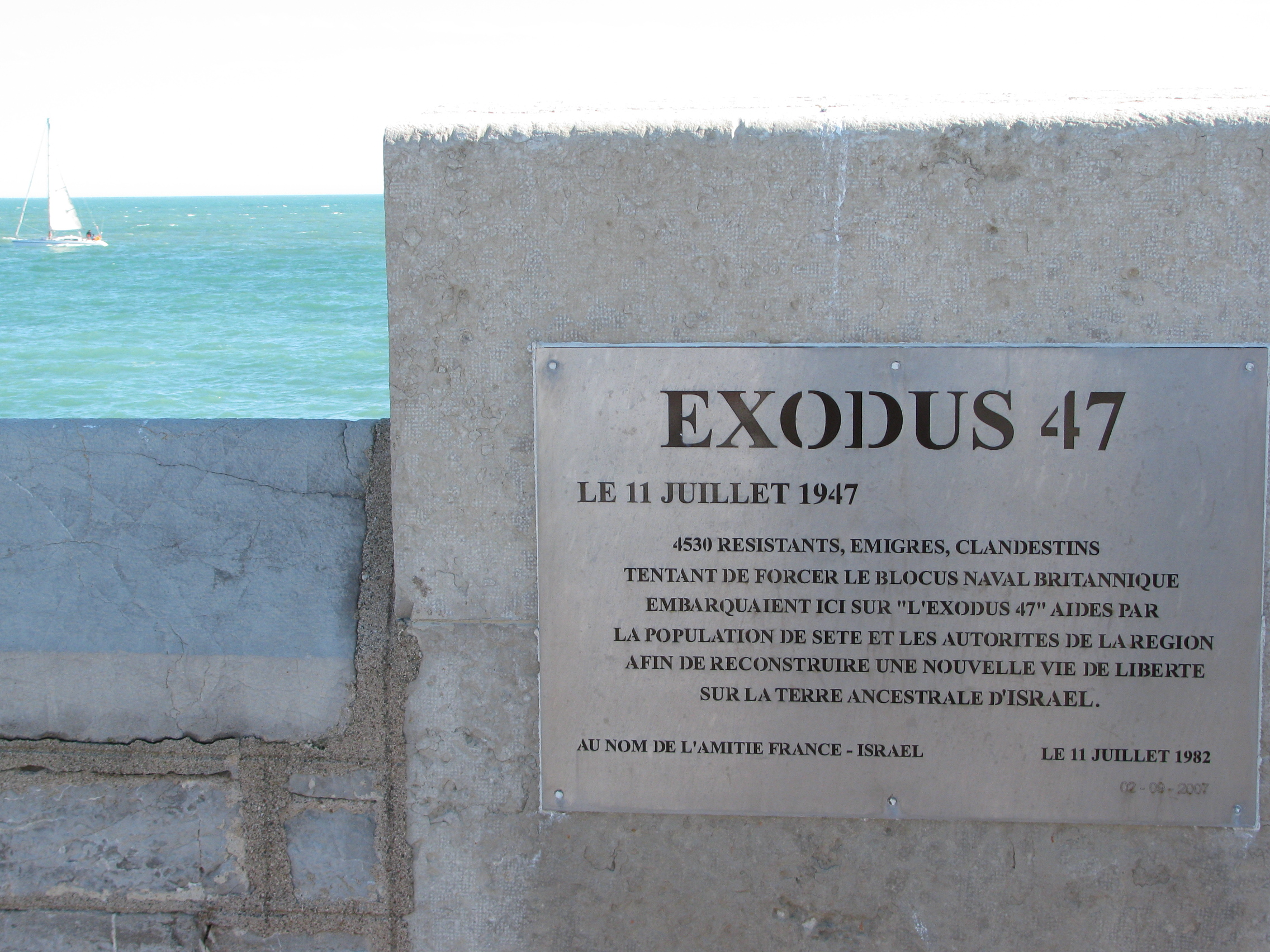
Gedenktafel in Sète. Die Inschrift lautet (übersetzt): Exodus 47. Am 11. Juli 1947 schifften 4530 Widerstandskämpfer, Emigranten, Untergetauchte beim Versuch, die britische Seeblockade zu durchbrechen, sich hier auf der „Exodus 47“ ein, unterstützt von der Bevölkerung und den Behörden der Region, um in Israel, dem Land der Vorväter, ein neues Leben in Freiheit aufzubauen. – Im Namen der französisch-israelischen Freundschaft am 11. Juli 1982.

In der Nacht vom 9. zum 10. Juli 1947 wurden mit rund 170 Lkws eilig 4515 jüdische Flüchtlinge aus den Sammellagern rund um Marseille aufgenommen und bis zum Mittag des 10. Juli an Bord des Schiffes gebracht. Darunter befanden sich je nach Quellenangabe 655 oder 955 Kinder, vorwiegend Waisenkinder. Am gleichen Tag traf der britische Außenminister Bevin in Paris ein, um den Druck auf die französische Regierung zu erhöhen, das Schiff nicht auslaufen zu lassen. Aus Furcht, das Schiff könnte mit einer Blockade belegt werden, ordnete Avigur die Abfahrt für den 11. Juli morgens an, egal ob dafür eine Genehmigung vorliegen würde oder nicht. Der französische Offizier Laurent Leboutet erteilte um 1 Uhr früh die Genehmigung zum Auslaufen. Gegen 2 Uhr morgens sollte ein Lotse an Bord kommen. Doch als er um 03:30 Uhr noch immer nicht erschienen war, entschied sich Aronowicz dazu, auf eigene Faust abzulegen. Auf der Fahrt vom Hafen von Sète durch die Kanäle zum Mittelmeer lief die President Warfield auf Grund, und es dauerte eine halbe Stunde, das Schiff wieder frei zu bekommen. Danach erreichte es ohne weitere Zwischenfälle die offene See.

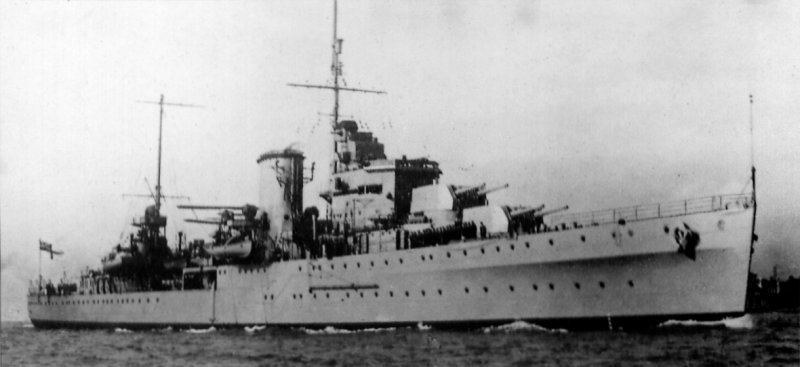
HMS Ajax

Die Überfahrt der President Warfield mit 4515 Passagieren und 39 Mann Besatzung unter dem Kommando von Jossi Harel wurde von Anfang an und stets in Sichtweite des Schiffs durch mehrere britische Zerstörer (darunter die HMS Charity, Chequers, Chieftain und Childers) unter der Führung des Leichten Kreuzers Ajax permanent verfolgt. Der Passagier Michael Weill erinnert sich: „Geschlafen wurde abwechselnd im Liegen, Sitzen, Stehen. Die sanitären Bedingungen waren entsetzlich, viele sind gestorben.“
Mit der Absicht, von möglichst vielen anderen Schiffen gesichtet zu werden und so die Aufmerksamkeit der Weltöffentlichkeit weiter auf das Schicksal des Flüchtlingsschiffs zu richten, steuerte Aronowicz die President Warfield auf einen südlicheren Kurs in die vielbefahrenen Gewässer vor Ägypten und dem Suezkanal. Auf der Fahrt geriet der Konvoi in schwereres Wetter. Die als Flussdampfer konstruierte und mit Flüchtlingen überladene President Warfield rollte dabei bis zu einer Schräglage von 25 Grad.
Von Ägypten aus wendete das Schiff auf nördlichen Kurs und fuhr die Sinai-Küste entlang Richtung Gaza. Harels Plan war, bei Nacht sämtliche Lichter zu löschen und die President Warfield zu stoppen, so dass die überraschten britischen Zerstörer am Flüchtlingsschiff vorüberfahren müssten. Dann sollte die President Warfield mit äußerster Kraft direkt auf die Küste zusteuern. Doch die britischen Geleitschiffe waren zu zahlreich, so dass Harel den Plan aus Sicherheitsgründen nicht weiter verfolgte. Stattdessen wurden auf dem Schiff Vorkehrungen getroffen, um den Briten das Entern so gut wie möglich zu erschweren. Sämtliche Zugänge zum Schiff wurden vergittert, und für die Gegenwehr wurden Wurfgegenstände wie Konservendosen, Flaschen und Kartoffeln bereitgelegt.

Flagge Israels

In einer feierlichen Zeremonie wurde am 17. Juli das Schiff in Exodus 1947 umbenannt, die Flagge von Honduras eingeholt und stattdessen die weiß-blaue Flagge mit dem Davidstern – die spätere Flagge Israels – gehisst. Die Zeremonie wurde per Funk nach Palästina übertragen und dort im Radio gesendet. John Grauel richtete während der Übertragung eine besondere Botschaft in englischer Sprache an die Mitglieder des UNSCOP, die zu dieser Zeit in Haifa tagten.
Unterdessen wurde von den Briten der Aufbau der Exodus studiert und auf den britischen Kriegsschiffen Vorkehrungen für die Enterung getroffen: Jeweils auf Brückenhöhe wurden Rampen errichtet, um die oberen Decks der Exodus zu erreichen. Ein am 18. Juli um 2 Uhr früh an die Besatzung gerichtetes Ultimatum, die Fahrt nach Palästina abzubrechen und das Schiff zu stoppen, wurde von Harel und Aronowicz ignoriert. Als das Flüchtlingsschiff eine imaginäre Linie überfuhr, gingen die Briten unvermittelt zum Angriff für die Enterung über. Der erste direkte Enterungsversuch erfolgte um 02:42 Uhr, gegen 3 Uhr wurde die Exodus am Bug gerammt. Bis 05:30 Uhr erfolgten zwanzig Enterungsversuche, wobei das Vorgehen der Briten wie auch die Gegenwehr der Juden immer härter wurden. Im Verlauf der Übernahmekämpfe kam es neben zahlreichen Verletzten (verschiedene Quellen nennen zwischen 146 und über 200) auch zu vier Todesopfern: ein britischer Soldat sowie auf der Seite der Exodus der Bootsmann William Bernstein, weiters die Passagiere Mordechai Boimsteing und der 15-jährige Zwi Jakubowitz. Als die Briten begannen, von ihren Schusswaffen Gebrauch zu machen, ordnete Harel die Einstellung des Widerstands an, um weitere Opfer zu vermeiden. Für diese Entscheidung erntete er später heftige Kritik, denn erst danach gewannen die Briten die Kontrolle über das Flüchtlingsschiff.

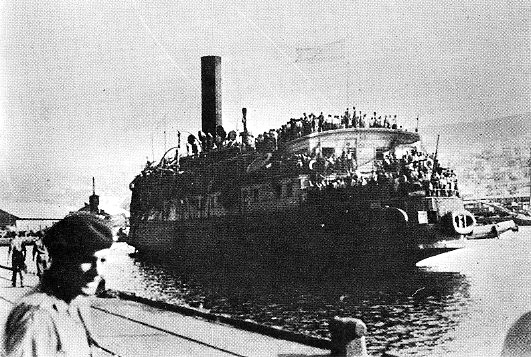
Die Exodus bei ihrer Ankunft im Hafen Haifa, 20. Juli 1947

Der fast vierstündige Übernahmekampf auf der Exodus wurde vom Bordfunker an die Hagana-Zentrale gefunkt und von dort über Radio ins Mandatsgebiet live übertragen. Als die Exodus in Begleitung der britischen Kriegsschiffe gegen 16 Uhr den Hafen Haifa erreichte, waren bereits Tausende über das Radio mobilisierte Menschen am Hafen zusammengekommen, darunter auch Mitglieder des UNSCOP sowie dessen Vorsitzender. Während die Exodus im Hafen einlief, wurde das Lied haTikwa (die spätere Nationalhymne Israels) über die Bordlautsprecher übertragen. Im Hafen wurden 28 verletzte Juden von Bord gebracht und in Krankenhäuser in Haifa transportiert, die restlichen Exodus-Passagiere wurden direkt in die drei bereitliegenden Deportationsschiffe Ocean Vigour, Runnymede Park und Empire Rival verlegt. Ein Teil der Mannschaft und der Palmach-Begleiter, darunter auch Kapitän Aronowicz und Kommandant Harel, konnten sich an Bord der Exodus in vorbereiteten Verstecken verbergen und später unerkannt entkommen.

### Der Rücktransport der Passagiere
Zum Zeitpunkt der Exodus-Fahrt war die Operation Igloo seit elf Monaten im Gange, was jedoch nicht zu dem von den Briten gewünschten Effekt führte, nämlich der Reduzierung der illegalen Einwanderung nach Palästina. Stattdessen herrschte bereits in den Internierungslagern auf Zypern Platznot. Als Maßnahme, um der Situation in den zypriotischen Lagern zu begegnen sowie ein noch stärkeres Zeichen zu setzen, um die laufende Einwanderung zu stoppen, wurde mit der Operation Oasis die Rückführung der illegalen Einwanderer in die Länder beschlossen, aus denen die Flüchtlingsschiffe abgefahren waren. Im Hafen von Haifa wurden die erschöpften Passagiere der Exodus auf die drei Gefangenenschiffe Ocean Vigour, Runnymede Park und Empire Rival verladen und zurück nach Frankreich geschickt, wo sie am 29. Juli eintrafen.
Frankreich stellte ein Ultimatum und bot für diejenigen, die das Schiff verlassen würden, Asyl an.
Obwohl die Situation an Bord menschenunwürdig war, weigerten sich die meisten Passagiere drei Wochen lang, die Schiffe zu verlassen.
Nach Ablauf der Frist hatten nur 130 (andere Quellen nennen 60 bzw. 103) vorwiegend alte und gebrechliche Personen das Asylangebot angenommen und die Schiffe verlassen.
Meier Schwarz gelang es, sich in Marseille während der Aufnahme von Kohle als Offizier der Haganah auf die Ocean Vigour einzuschmuggeln. Um den Widerstand zu brechen, drohte die britische Verwaltung, die Passagiere nach Deutschland zu bringen. Da auch diese Maßnahme keinen Erfolg zeigte, stachen die Schiffe am 22. August erneut in See. Da der Druck auf die britische Regierung wuchs und sie die Entscheidung für eine Deportation nach Deutschland noch einmal diskutieren wollte, legten die Schiffe Ende August einen fünftägigen Zwischenstopp in Gibraltar ein. Am 30. August fuhren sie weiter. Kurz zuvor hatte die dänische Regierung den Exodus-Flüchtlingen die Einreise verweigert mit der Begründung, dass „sich noch tausende von deutschen Flüchtlingen in Dänemark aufhalten“.

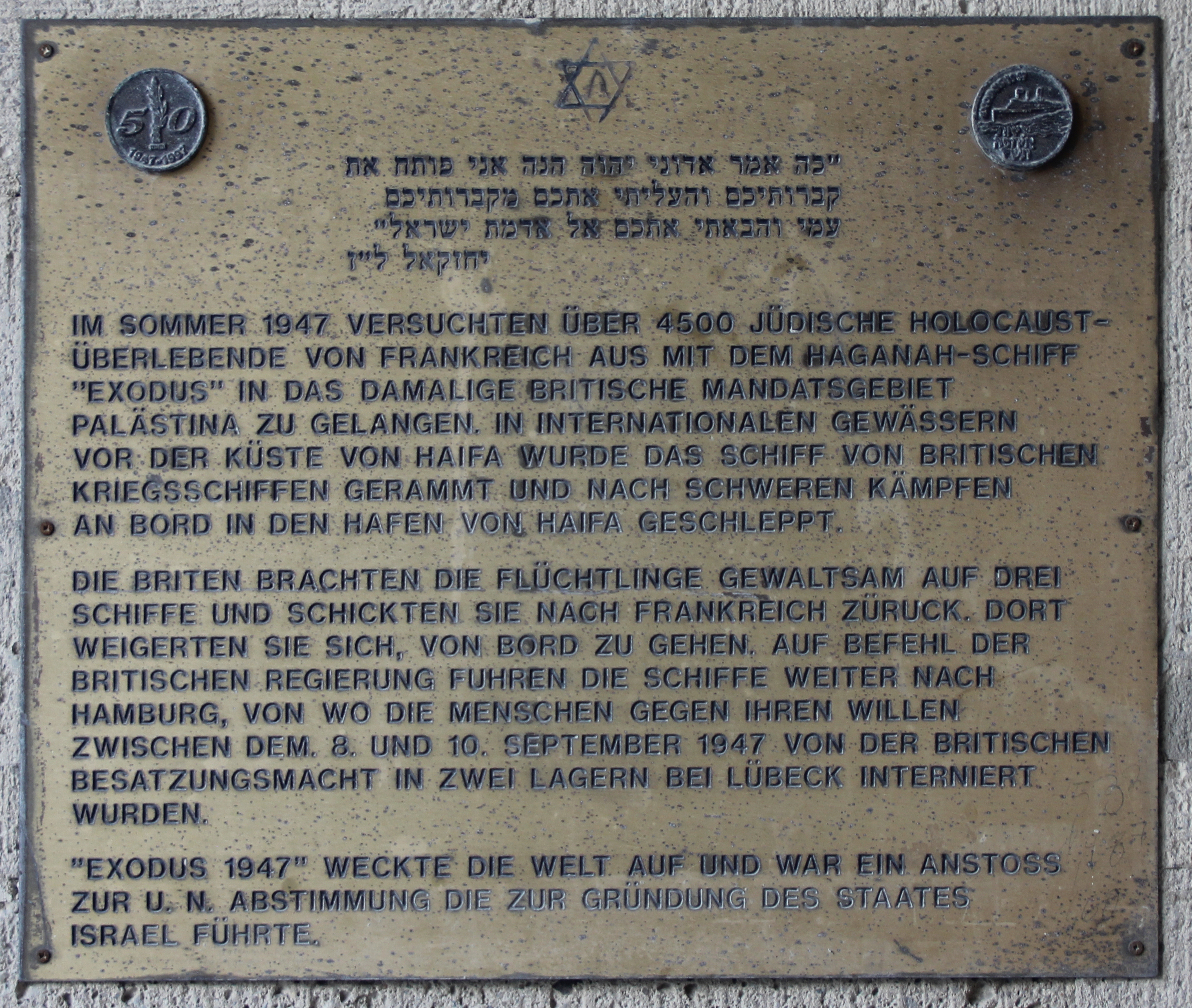
Gedenktafel bei den St.-Pauli-Landungsbrücken in Hamburg

Sie erreichten am 8. September 1947 den Hamburger Hafen. Dort wurden die Passagiere vor den Augen der internationalen Presse, sofern sie das Schiff nicht freiwillig verließen, von rund 300 britischen Besatzungs-Soldaten mit Gewalt von Deck gebracht. Sie wurden in Lastwagen und in Eisenbahnwaggons gedrängt und in die dafür umgebauten „Lager Pöppendorf“ und „Am Stau“ bei Lübeck verbracht, wo sie interniert wurden. Diese Lager hatten zuvor zur Versorgung von Wehrmachtsangehörigen und Displaced Persons gedient. Zur Internierung der Exodus-Passagiere wurden sie mit Stacheldraht und Wachtürmen zu Gefängnissen ausgebaut. Die ehemaligen Exodus-Passagiere wurden dann in Lager nach Emden und Wilhelmshaven verlegt. Der amerikanische Militärgouverneur Lucius D. Clay erklärte auf einer Pressekonferenz, dass „keiner der in Hamburg ausgeschifften jüdischen Flüchtlinge in die US-Zone Deutschlands einreisen dürfe“.
Die internationalen Reaktionen auf diesen Umgang mit den Holocaustopfern waren verheerend. Selbst der Präsident der USA Harry S. Truman schaltete sich ein, um die britische Regierung zum Umdenken zu bewegen. Auch innerhalb der Lager ging der Widerstand weiter, was die Verwaltung unter anderem mit Kürzung der Lebensmittelrationen bestrafte.
Ende September 1947 kündigte Großbritanniens Kolonialminister Arthur Creech Jones (1891–1964) die Beendigung des Mandats für Palästina an. Die Einfahrt in den Hafen von Haifa war damit frei. Am 6. Oktober zogen schließlich die Wachen von den Lagern ab und ließen die Exodus-Passagiere frei. Im Jahre 1948 lebten einige der Flüchtlinge in Sengwarden in einer der Backstein-Kasernen, die noch 1944 Karl Dönitz als U-Boot-Hauptquartier dienten. „Jetzt flattert die Flagge Zions am Mast über dem Kaserneneingang.“
Viele der Passagiere schlugen sich erneut nach Südfrankreich durch und fuhren von dort nochmals nach Palästina. Ihr hartnäckiger Widerstand hatte dazu beigetragen, die internationale Meinung gegen ein fortwährendes britisches UNO-Mandat über Palästina zu wenden und damit die Gründung des Staates Israel voranzutreiben.

### Bekannte Passagiere
Zu den Passagieren, die mit der Exodus die Fahrt nach Palästina antraten, gehörten unter anderen:
- Gertruda Bablinska (1902–1995) mit ihrem Pflegesohn Michał Stołowicki (* 1936)
- Noah Klieger (1925–2018)
- Meier Schwarz (1926–2022)

## Weiterer Verbleib
Das Schiff blieb auch nach dem Israelischen Unabhängigkeitskrieg weitgehend unbeachtet im Hafen Haifa liegen. 1950 initiierte der Bürgermeister von Haifa die Restaurierung des Schiffs, um es als schwimmendes Museum für die illegale Einwanderung zu erhalten. Während der Arbeiten brach am 26. August 1952 durch einen ungeklärten Unfall ein Feuer auf dem Schiff aus, das bis auf die Wasserlinie ausbrannte. Das Wrack wurde danach nördlich der Mündung des Kischon vor Shemen Beach versenkt. Am 2. August 1964 wurde versucht, den Schiffsrumpf zu heben und zu verschrotten. Die Bergung missglückte jedoch, die Schiffshülle zerbrach in zwei Teile und versank erneut. Bei einem weiteren Versuch im Jahr 1974 konnten die Rumpfteile gehoben und ein Stück Richtung Kischon-Mündung geschleppt werden, doch auch diese Bemühungen scheiterten letztendlich. In den folgenden rund 30 Jahren waren die unter Wasser liegenden Reste des Schiffs zu sehen, dann wurden sie bei der Hafenerweiterung vom neuen Containerkai überbaut.
Anstelle der Exodus befindet sich heute die Af-Al-Pi-Chen im Museum der illegalen Einwanderung in Haifa.

## Kulturelle Bedeutung
Graphic Novel
Exodus Esther Shakine, München, 2020, Klinghard & Biermann

### Roman
Die Geschichte der Exodus und der Widerstand ihrer Passagiere ist 1958 von Leon Uris im gleichnamigen Roman verarbeitet worden.
Auch der deutsch-jüdische Schriftsteller Edgar Hilsenrath beschreibt fiktionalisiert in seinem satirischen Roman Der Nazi & der Friseur die Überfahrt der Exodus von Frankreich nach Palästina.

### Film
Der Roman von Leon Uris wurde 1960 von Otto Preminger mit Paul Newman in der Hauptrolle verfilmt, wobei Leon Uris selbst am Drehbuch mitwirkte. Der Film Exodus wurde vielfach preisgekrönt. Weder der Roman noch seine Verfilmung halten sich jedoch strikt an die historischen Tatsachen.

### Dokumentarfilme
Im Arte-Dokumentarfilm Erez Israel, heim ins gelobte Land wurde die Mitwirkung US-amerikanischer Freiwilliger, jüdische Flüchtlinge 1947 nach Palästina zu bringen, thematisiert und unter anderem auch die Odyssee der Exodus 1947 dargestellt.
Der NDR sendete am 1. Oktober 2017 die Dokumentation Die Reise der „Exodus“ und das dramatische Ende von Andreas Schmidt.

### Theaterstück
Das Theaterstück Schiff ohne Hafen (Schipper naast God) des Holländers Jan de Hartog (deutsche Übersetzung von Rolf Italiaander) behandelt ebenfalls das Thema der Exodus.

## Gedenken

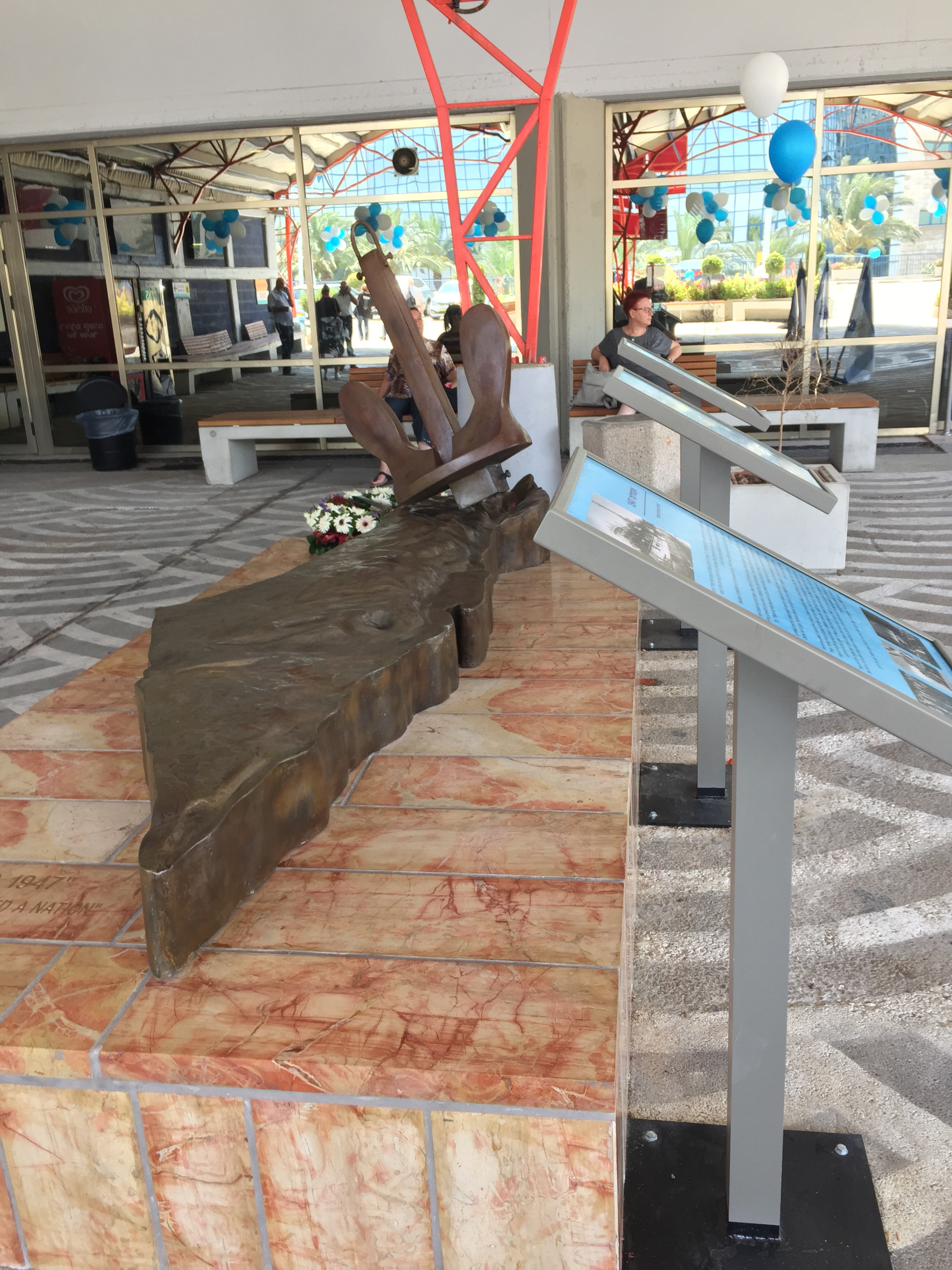
Exodus-Denkmal zur Erinnerung an das Schicksal der Exodus in Haifa: Kontur des Israelischen Staates mit angelehntem Anker

In Erinnerung an die Exodus-Affäre und die La-Spezia-Affäre wird in La Spezia jährlich der Exoduspreis verliehen.
Im Jahre 1957 wurde in Israel anlässlich der zehn Jahre zurückliegenden Ereignisse an den Kampf um die Exodus 1947 erinnert. Die Jerusalem Post kommentierte: „Die Juden verloren eine Schlacht, England aber verlor den Krieg“.
2005 wurde in Jerusalem ein Treffen der ehemaligen Passagiere von Meier Schwarz, dem ehemaligen Kommandanten der Ocean Vigour und damaligen Leiter von AshkenazHouse, in Zusammenarbeit mit dem Zentralarchiv der Jewish Agency arrangiert und eine „Megillat-Exodus“ (Gedenkrolle) erstellt, auf der bereits 800 ehemalige Pioniere unterschrieben haben. Aus der Unterschriftenliste sollte zur 60-jährigen Wiederkehr der Ereignisse ein Gedenkbuch erstellt werden.
Am 18. Juli 2017 wurde in Haifa ein Denkmal, das an das Flüchtlingsschiff erinnert, eingeweiht. Das Denkmal hat die Form eines Ankers, der an die Kontur des Staates Israel angelehnt ist. Unter den Anwesenden waren auch 150 Holocaust-Überlebende, die damals mit der Exodus nach Israel gekommen waren.